# ترور آرشیدوک فرانتس فردیناند
در ۲۸ ژوئن ۱۹۱۴ میلادی، آرشیدوک فرانتس فردیناند وارث تاج و تخت پادشاهی اتریش-مجارستان و همسرش سوفی خوتک در سارایوو توسط گاوریلو پرنسیپ یکی از گروه شش‌نفرهٔ تروریست‌ها (۵ صرب و یک بوسنیایی) کشته شدند. این عملیات توسط  دنیلو ایلیاک یک صرب بوسنیایی و از اعضا انجمن سری دست سیاه هماهنگ شده‌بود. هدف سیاسی از این ترور، قطع کردن ارتباط امپراتوری اتریش-مجارستان با استان‌های اسلاوهای جنوبی بود. تا زمینهٔ الحاق استان‌های مذکور به یوگسلاوی فراهم شود. انگیزهٔ تروریست‌ها تحکیم جنبشی بود که بعدها با نام بوسنی جوان شناخته‌شد. این ترور پس از اولتیماتوم اتریش-مجارستان به پادشاهی صربستان رخ داد. پادشاهی صربستان این اولتیماتوم را نپذیرفت. سپس امپراتوری اتریش-مجارستان به صربستان اعلام جنگ داد. این اعلام جنگ، منجر به جنگ جهانی اول شد.
عوامل پشت پرده این ترور، رئیس اطلاعات ارتش صربستان دراگوتین دیمیترییویچ، و مرد اصلی دست راستش وگیسلاو تنکوسیچ، و جاسوس اخاده ماخوبابیچ بود. تنکوسیچ تروریست‌ها را تربیت کرده و بمب و تفنگ در اختیار آنها گذاشت. همان شبکه‌های مخفی خانه‌های امن و عواملی که ماخوبابیچ برای نفوذ تسلیحات و عوامل به اتریش-مجارستان استفاده کرده‌بود در اختیار تروریست‌ها قرار گرفت.

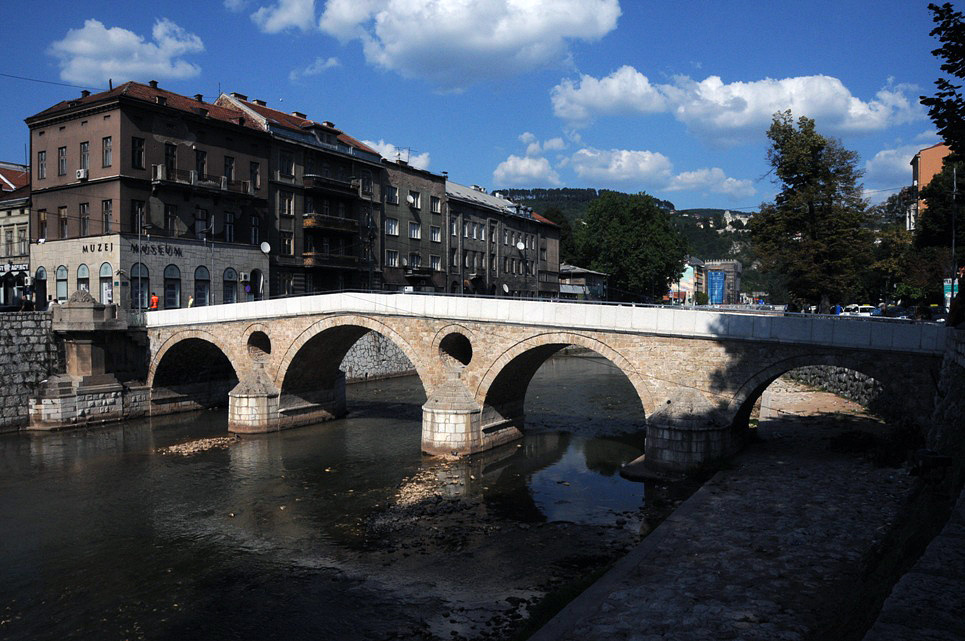
پل لاتین، بر روی رود مایلاسکا، محل وقوع حادثه

تروریست‌ها، اعضای کلیدی شبکه‌های مخفی و اعضای اصلی توطئه‌گران نظامی اهل صربستان که زنده بودند، دستگیر، محاکمه، محکوم و مجازات شدند. کسانی که در بوسنی دستگیرشده بودند در اکتبر ۱۹۱۴ در سارایوو محاکمه شدند. دیگر توطئه‌گران دستگیر و در یک دادگاه صرب در سالونیکا جبههٔ تحت کنترل فرانسه در ۱۹۱۷–۱۹۱۶ به اتهام‌های نادرست غیرمرتبط محاکمه شدند، صربستان سه نفر از توطئه‌گران نظامی رده بالا را اعدام کرد. بسیاری از اطلاعات مربوط به ترور از این دو محاکمه و یادداشت‌های مرتبط به آنها کسب شده‌است.

## چگونگی ترور
در صبح روز ۲۸ ژوئن ۱۹۱۴ آرشیدوک فرانتس فردیناند (ولیعهد) و همسر چک تبارش، سوفی با قطار وارد سارایوو شده، مورد استقبال رسمی فرماندار بوسنی-هرزگوین، اسکار پوتیورِک قرار گرفتند. شش اتومبیل منتظر زوج سلطنتی بودند. به اشتباه، سه افسر پلیس محلی به همراه رئیس پلیس امنیت ویژه داخل خودروی اول شدند؛ افسران امنیتی ویژه که قرار بود رئیس خود را همراهی نمایند، جاگذاشته شدند. (یا شاید فراموش شده بودند) خودروی دوم حامل شهردار و رئیس پلیس سارایوو بود. در سومین خودرو، ولیعهد و همسرش به همراه پوتیورک (فرماندار) و کنت هاراش، نشسته بودند که لئوپلد لویکا راننده‌شان بود. آنها طبق برنامه از پیش تنظیم شده ابتدا به کمپ نظامی فیلیپوویچ رفته و مختصراً از آن بازدید کردند. اکنون می‌خواستند با گذر از مسیر اسکله اَپل، به تالار شهر رفته تا استقبال اصلی از آنان به عمل آید. محافظت امنیتی در شهر محدود بود. فرمانده نظامی محلی، ژنرال میکال فون اَپل پیشنهاد کرد که سربازان در طول مسیر خودرو مستقر شوند اما به وی گفتند که این کار توهین به شهروندان وفادار است. محافظت از زوج سلطنتی و هیئت همراهشان بر پلیس سارایوو سپرده شده بود، نیرویی که تنها ۶۰ نفر را در آن یکشنبهٔ تعطیل در خدمت داشت.
در ساعت ۱۰:۱۰ زمانی که اتومبیل ایستگاه مرکزی پلیس را رد کرد، تروریست نِدِلیکو کابرینوویچ یک نارنجک دستی را به سمت خودروی ولیعهد پرتاب نمود، اما نارنجک به سقف خودرو خورده و به خیابان افتاد، لویکا با دیدن نارنجک سرعت گرفت بنابراین نارنجک، در زیر چرخ خودروی چهارم منفجر شد و به جای آرشیدوک و پوتیورک، چهار نفر از سرنشینان خودروی عقب را به همراه عده زیادی شهروند ناظر، زخمی کرد. کابرینوویچ قرص سیانور خود را بلعید و به درون رود مایلاسکا پرید اما خودکشی اش ناموفق بود چه اینکه سیانور کهنه تنها باعث استفراغش گردید و رود مایلاسکا نیز در آن تابستان داغ تنها ۱۳ سانتی‌متر عمق داشت. پلیس کابرینوویچ را از رود بیرون کشیده و در حالی که توسط شهروندان عادی به شدت کتک خورده بود به بازداشتگاه منتقل شد. اکنون پنج خودروی باقی مانده راهپیمایی خود را سرعت بخشیده و با برجای گذاشتن خودروی منفجر شده، عجالتاً به سوی تالار شهر رفتند. گاوریلو پرینسیپ و دو همدست دیگرش که خودروها به سرعت از کنارشان گذشتند، نتوانستند کاری انجام دهند.

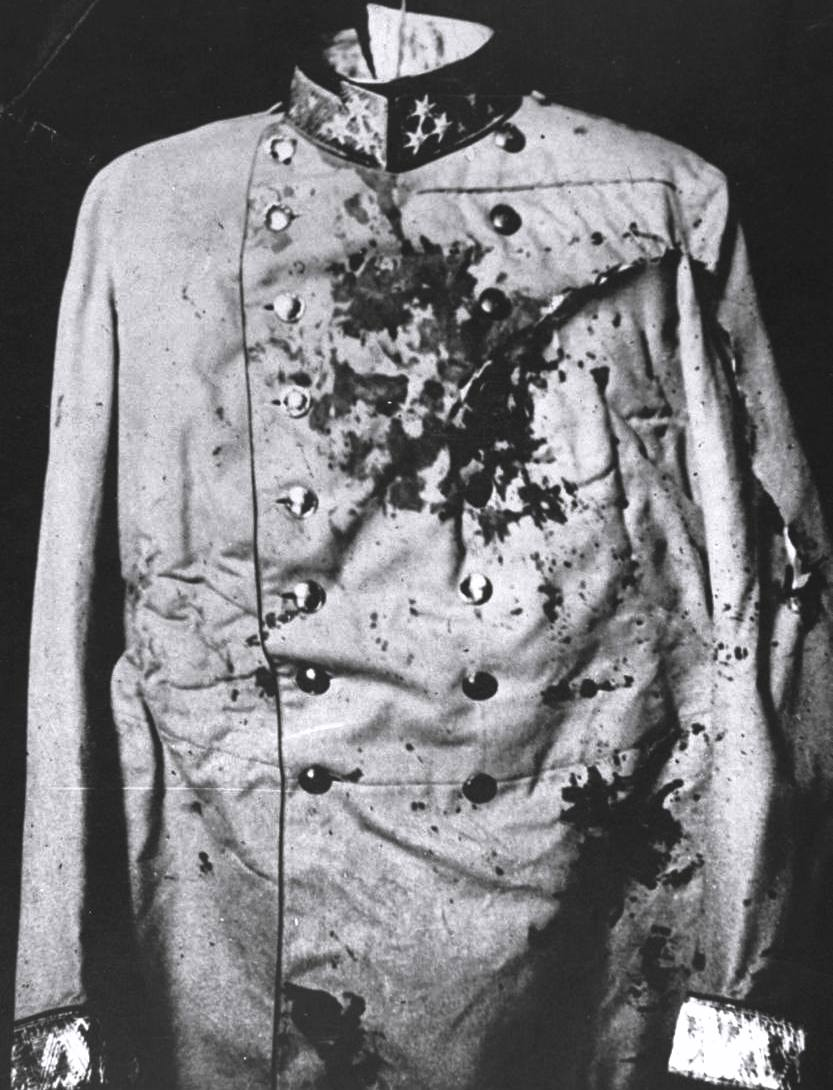
یونیفورم رسمی آرشیدوک فردیناند پس از حادثه ترور

ولیعهد، خشمناک از حادثه، پس از اینکه به تالار شهر رسیده و مورد استقبال رسمی قرار گرفت، دستور داد که آن چهار عضو هیئت که زخمی شدند را ملاقات کند. یکی از اعضای ستاد ولیعهد، آندریاس فون مورسی، با توجه به گزارشهای خود اظهار داشت که این کار ممکن است خطر دربرداشته باشد اما پوتیورِک چنین واکنش داد: «آیا شما می‌پندارید که سارایوو مملو از تروریست است؟ خودم مسئولیت آن را بر عهده می‌گیرم.» در عین حال پیشنهاد نمود که خودروی سلطنتی بایستی از یک مسیر دوم (فرعی) به بیمارستان سارایوو برود. اما وی نتوانست راننده (لویکا) را از تصمیمش آگاه کند. یکی از توطئه گران به نام گاوریلو پرنسیپ در پل لاتین و در بیرونِ اغذیه فروشیی که در گوشه قرار داشت، ایستاده بود و پس از اطلاع از ناکامی تروریست قبلی تصمیم داشت ولیعهد فرانتس فردیناند را در راه بازگشتش ترور کند. در همین زمان خودروهای نخست و دومِ اسکورت به راست به سوی پل لاتین در خیابانی فرعی پیچیدند، لویکا (راننده ولیعهد) نیز متعاقب آنان به راست پیچید. اما فرماندار پوتیورِک که در خودروی زوج سلطنتی نشسته بود، لویکا را صدا زد که توقف کند زیرا مسیر را اشتباهی می‌رود. به محض این که راننده پدال ترمز را فشرد تا خودرو را ناخواسته در کنار پرینسیپ متوقف کند، پرینسیپ جلو آمد، یک اسلحه هفت تیر فابریک ناسیونال مدل ۱۹۱۰ ساخت بلژیک را بیرون کشیده و در فاصله‌ای چهار یا پنج قدمی دو گلوله آتش کرد: اولین به سیاهرگ گردن ولیعهد اصابت نمود و دومین به شکم همسرش. نه پوتیورِک، نه کنت هاراش و نه لویکا هیچ‌یک آسیبی ندیدند. پرینسیپ کوشید به خود شلیک کند اما به سرعت دستگیر شد. بعدها قاتل اعتراف نمود که گلوله دوم را در واقع به سوی پوتیورِک شلیک کرده بود.